# Serguey Torres
Serguey Torres Madrigal (født 20. januar 1987) er en cubansk kanoroer. 
Han placerede sig som nr. ni, seks og seks i C-2 1000 meter ved henholdsvis OL 2008, 2012 og 2016. 
Han konkurrerede også i de olympiske lege i Tokyo 2020 og vandt en guldmedalje i C-2 1000 meter stævne for mænd.